# Alberto I da Bélgica
Alberto I (Bruxelas, 8 de abril de 1875 – Namur, 17 de fevereiro de 1934) foi o Rei dos Belgas de 1909 até sua morte. Era filho do príncipe Filipe, Conde de Flandres e neto do rei Leopoldo I, e sua esposa, a princesa Maria Luísa de Hohenzollern-Sigmaringen, tendo sucedido seu tio Leopoldo II.

## Casamento e filhos
No dia 2 de outubro de 1900, o então príncipe Alberto desposou a duquesa Isabel da Baviera, filha de Carlos Teodoro, Duque na Baviera e de sua segunda esposa, a infanta Maria José de Bragança. Isabel era sobrinha da imperatriz "Sissi" da Áustria e neta do deposto rei D. Miguel I de Portugal.
Eles tiveram três filhos:
- O príncipe Leopoldo, duque de Brabante, depois Leopoldo III.
- O príncipe Carlos, Conde de Flandres.
- A princesa Maria José, princesa da Bélgica, que se casou com o futuro Humberto II da Itália.

## Rei dos belgas
Em 17 de dezembro de 1909, o rei Leopoldo II faleceu, tornando Alberto, aos trinta e quatro anos de idade, o novo monarca.
Alberto prestou juramento e foi oficialmente investido Rei em 23 de dezembro de 1909 em uma cerimônia no Palácio da Nação .
Durante a Primeira Guerra Mundial, Alberto I assumiu o comando do exército belga para defender seu país da invasão alemã, resistindo até o Reino Unido e a França se prepararem para a primeira batalha do Marne, em setembro de 1914.
"Eu governo uma nação, e não uma estrada", disse o rei em resposta aos alemães, que desejavam mover seus soldados através da Bélgica. Conduziu seu exército ao cerco da Antuérpia e à Batalha de Yser.
Ao final da guerra, retornou ao seu território como comandante do Grupo Flandres, que consistia em divisões belgas, britânicas e francesas. Foi saudado em Bruxelas como um herói nacional.

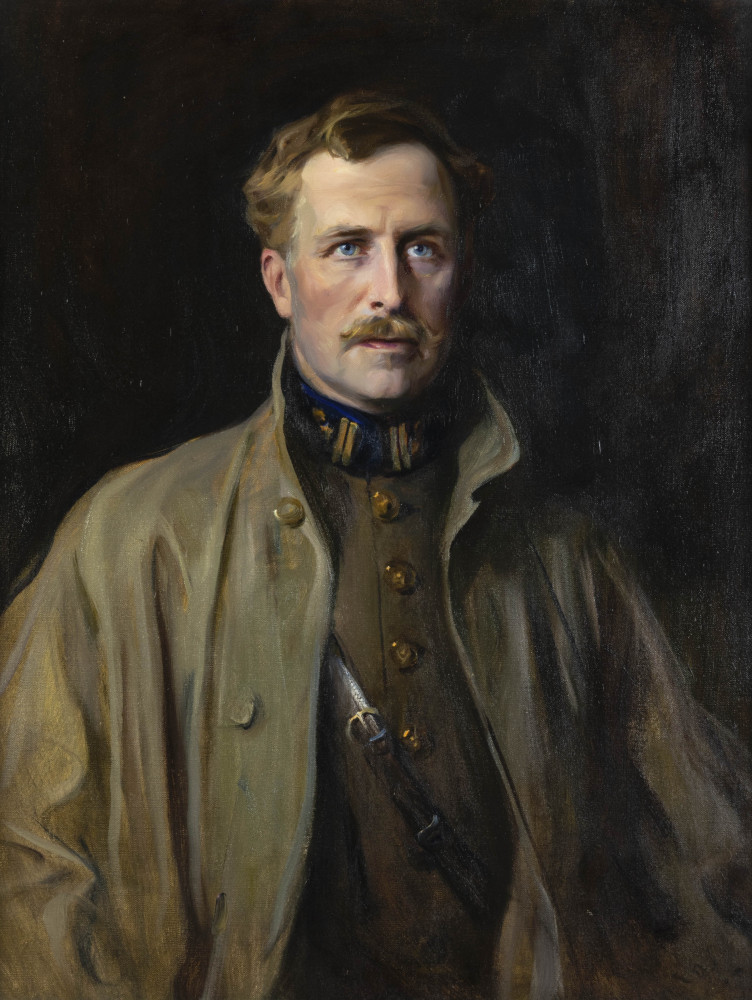
Albert I em 1934

Em 1920, Alberto I foi o primeiro chefe de estado a visitar o Brasil, fato este que levou as autoridades brasileiras da época a efetuar preparativo em São Paulo, Rio de Janeiro e Minas Gerais. Esta visita levou à criação, 1 ano depois da companhia Belgo Mineira.

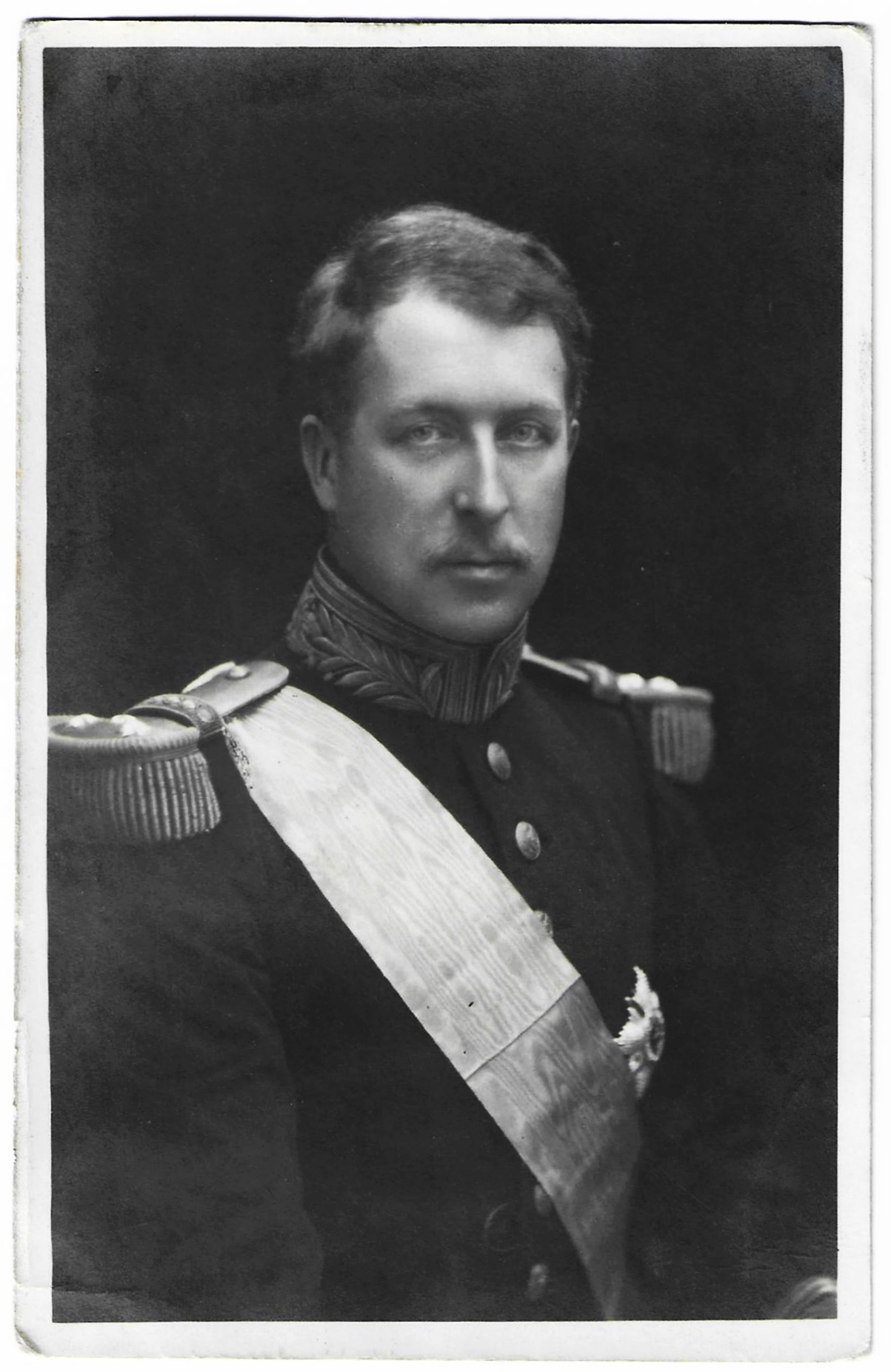
Retrato do Rei Albert I dos Belgas (Coleção Gabriel Dorneles)

## Alpinista
Alberto I manifestou durante toda a sua vida uma viva paixão pelo alpinismo onde tinha um preferência marcada pelo Maciço do Monte Branco, do Valais na suíça e pela Dolomitas em Itália.A  29 de Agosto de 1930 ele inaugurou um novo refúgio de montanha do glacier du Tour,  o Refúgio Alberto I uma oferta do Clube alpino belga ao Clube alpino francês. Alberto I  deixou o seu nome à agulha Torre Rei Alberto que é uma passagem terminal extremamente difícil.

### Ascensões
- 1919 - Aiguille du Grépon, uma das agulhas de Chamonix
- 1920 - Aiguille du Moine, no Maciço do Monte Branco
- 1921 - Aiguilles de Chamonix
- 1922 - Travessia das Drus e da Aiguille des Grands Charmoz
- 1933 - Torre Rei Alberto, nos Alpes centrais, com Aldo Bonacossa e Giusto Gervasutti
- 1933 - Face sudoeste do Croz dell'Altissimo, nas Dolomitas com Hans Steger

### Morte
O rei Alberto I morreu em 1934 em acidente de escalada, em Marche-les-Dames, na região de Ardenas.
Seu corpo foi enterrado no jazigo real, dentro da Igreja de Nossa Senhora do cemitério de Laeken.
Em 1935, Émile Cammaerts escreveu uma biografia de Alberto I.

## Ancestrais

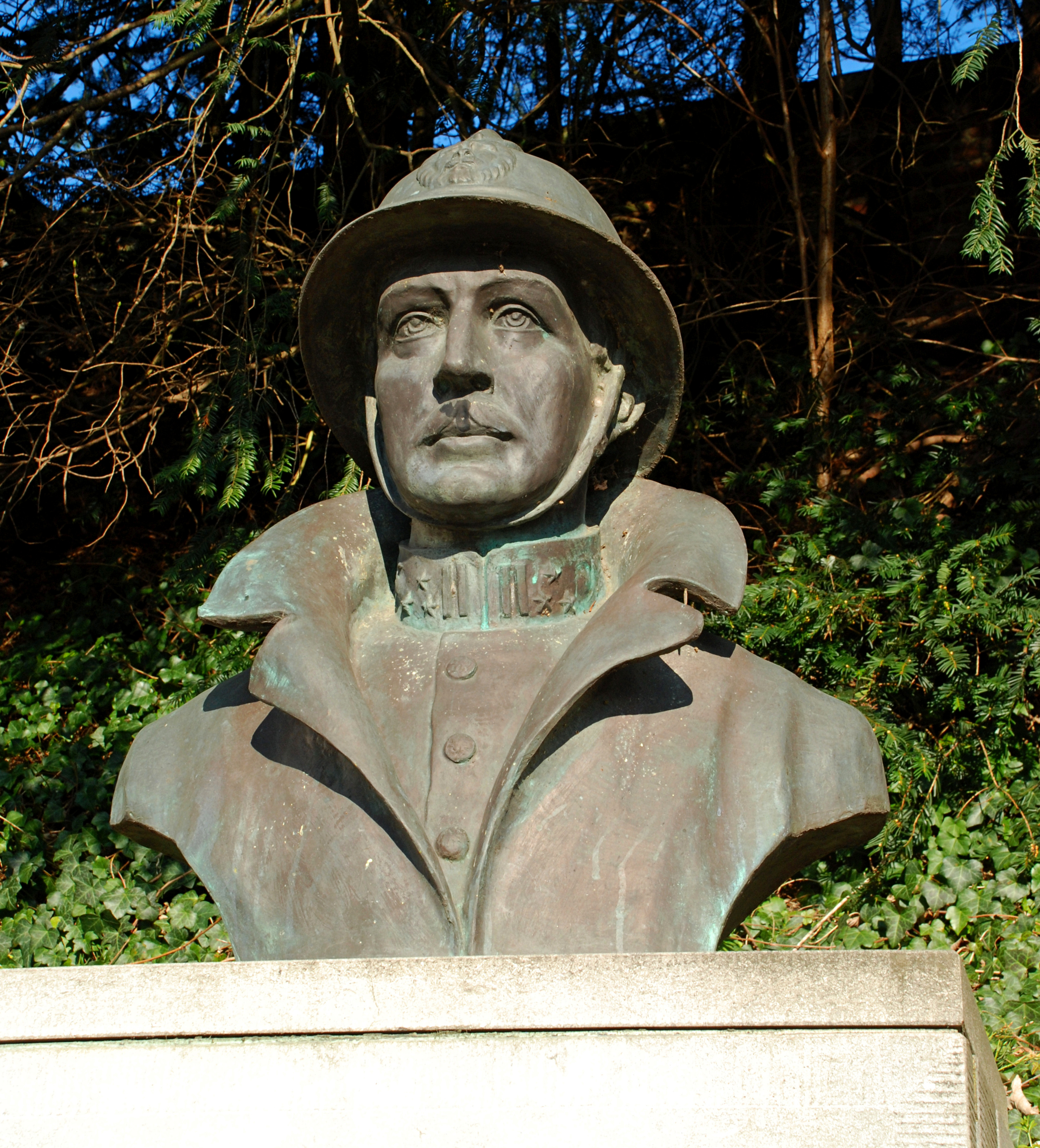
Busto de Alberto I em Ottignies.